# Kerkhof van Avesnes-Chaussoy
Het kerkhof van Avesnes-Chaussoy is een begraafplaats gelegen bij de Église Saint-Denis in de gemeente Avesnes-Chaussoy in het Franse departement Somme.

## Militair graf
De begraafplaats telt 1 geïdentificeerd Brits militair graf uit de Eerste Wereldoorlog dat wordt onderhouden door de Commonwealth War Graves Commission, die het kerkhof heeft ingeschreven als Avesnes-Chaussoy Churchyard.